# سيدني ديفيس
سيدني ديفيس (بالإنجليزية: Sydney Davis)‏ هو سياسي بريطاني، ولد في 1829 في المملكة المتحدة. انتخب عضو المجلس التشريعي ولاية كوينزلاند.